# Demeters och Persefones helgedom i Enna
Demeters och Persefones helgedom var en helgedom i Enna på Sicilien, tillägnad Demeter och Persefone. Det var en berömd helgedom och centrum för dyrkan av Demeter på Sicilien, där Demeterkulten var oerhört populär under antiken. 
Det grundades åtskilliga helgedomar åt Demeter på Sicilien sedan Gelon införde Demeterkulten i Syrakusa på 400-talet f.Kr., bland annat templen i Gela, Morgantina, Agrigento och Himera. Kulten blev populär både hos den grekiska stadsbefolkningen och den inhemska bondebefolkningen, som identifierade henne med en ursprunglig inhemsk fruktbarhetsgudinna, och den grekiska eliten använde dess popularitet för att legitimera sig själva genom att associera sig med den. Hela ön Sicilien sades vara helgad åt Demeter. 
Enna nämns som en grekisk stad 664 f.Kr., och erövrades av Syrakusa 396 f.Kr. Votivmynt bekräftar existensen av helgedomen i Enna från 400-talet f.Kr. Helgedomen blev berömd i den dåtida världen, och den gav staden Enna status som helig stad.  Det sades att det var på sluttningen vid Pergusasjön vid Enna, som Hades hade rövat bort Persefone från Demeter.  Där fanns ett hålrum i en rockformation som blev känd som "Ceres klippa" och som betraktades som helig. Själva templet låg enligt Strabon på en kulle omgiven av breda platåer. I templet fanns statyer av Demeter, Persefone och Triptolemos, varav statyerna av Demeter och Triptolemos ska ha varit monumentala. Demeters staty avbildade henne med Nike i handen och sades vara den första statyn av henne gjord i brons.  Romarna pekade ut denna helgedom som modertempel till Cerestemplet i Rom, som hade grundats då kulten av Demeter, under namnet Ceres, infördes i Rom från Sicilien. Callimachus nämnde på 200-talet f.Kr. Enna jämsides med Eleusis och Triopion som de tre platser Demeter älskade mest. 
Helgedomen i Enna spelade en viktig roll i striderna mellan greker och romare på Sicilien. Enna blev en romersk stad under det första puniska kriget. Under det andra puniska kriget fruktade den romerska guvernören i Enna, Pinarius, att stadens befolkning skulle förråda Rom till Kartago. För att förhindra detta, lät han 214 f.Kr. samla stadens innevånare i teatern och låta den romerska garnisonen massakrera dem, varpå han tillät dem att plundra staden. Massakern uppfattades som ett helgerån och resulterade i att hela Sicilien gjorde uppror mot romarna till försvar för Demeter. Även romarna uppfattade Demeterkulten som ett politiskt vapen, och det noteras att de förstörde åtminstone ett Demetertempel under sin återerövring av Sicilien 211 f.Kr; Demeters helgedom i Morgantina. Helgedomen i Enna tycks dock inte ha blivit förstörd av romarna. 
Templet nämns år 70 f.Kr under en rättsprocess mot den romerske guvernören Gaius Verres, som åtalades för att ha plundrat flera tempel; han ska ha försökt stjäla statyn av Demeter från Ennas tempel, men tvingats nöja sig med statyetten av Nike i hennes hand, eftersom själva Demeterstatyn varit för stor för att flyttas. Templet var fortfarande i bruk då Strabon besökte det, även om staden runt det då beskrevs som mycket liten och obetydlig. 